# Strzyżewo (Braniewo)
Strzyżewo (deutsch Streitswalde) war ein Ort in der polnischen Woiwodschaft Ermland-Masuren, bis 1945 im Kreis Heiligenbeil in Ostpreußen. Seine Ortsstelle befindet sich in der Landgemeinde Braniewo im Powiat Braniewski.

## Geographische Lage
Die Ortsstelle Strzyżewos resp. Streitswaldes liegt drei Kilometer südlich der polnisch/russischen Grenze im Nordwesten der Woiwodschaft Ermland-Masuren, sechs Kilometer südlich der früheren Kreisstadt Heiligenbeil (heute russisch Mamonowo) bzw. sieben Kilometer nordöstlich der heutigen Kreismetropole Braniewo (deutsch Braunsfeld).

## Geschichte
Der noch bis vor 1912 Alt Streitswalde genannte Gutsort wurde 1702 gegründet. 1874 wurde der Gutsbezirk Streitswalde in den neu errichteten Amtsbezirk Grunau (polnisch Gronowo) im ostpreußischen Kreis Heiligenbeil eingegliedert. Im Jahre 1910 zählte Streitswalde 85 Einwohner.
Am 30. Januar 1922 wurden Teil des Gutsbezirks Sonnenstuhl (polnisch Świętochowo) im Amtsbezirk Grunenfeld (polnisch Gronówko) in den Gutsbezirk Streitswalde umgegliedert. Am 30. September 1928 wurde die Exklave Sonnenstuhl von Streitswalde nach Grunenfeld umgegliedert, während Streitswalde – jetzt ohne Exklave – mit Grunau zur neuen Landgemeinde Grunau zusammengeschlossen wurde.
1945 kam Streitswalde in Kriegsfolge mit dem gesamten südlichen Ostpreußen zu Polen. Das Dorf erhielt die polnische Namensform „Strzyżewo“. Weiteres ist von der Geschichte nicht bekannt. Das Dorf gilt heute als untergegangen, vielleicht ist es in Gronowo (Grunau) aufgegangen. Seine Ortsstelle liegt in der Gmina Braniewo im Powiat Braniewski, war von 1975 bis 1998 der Woiwodschaft Elbląg zugeordnet und gehört seitdem zur Woiwodschaft Ermland-Masuren.

## Religion
Mit seiner überwiegend evangelischen Bevölkerung war Streitswalde bis 1945 in das Kirchspiel der Kirche Grunau in der Kirchenprovinz Ostpreußen der Kirche der Altpreußischen Union eingegliedert.

## Verkehr
Die Ortsstelle Strzyżewo resp. Streitswalde liegt an einer Nebenstraße, die von Gronowo (Grunau) nach Podleśne (Vorderwalde) führt.